# Штурм Чонгарского моста
Штурм Чонгарского моста — военная операция Крымской группы армии УНР полковника  П. Ф. Болбачана, часть Крымской операции 1918 года, целью которой было овладеть стратегически важным железнодорожным Чонгарским мостом, который соединял Крым с материковой Украиной.

## Предисловие
Части немецкой армии и Крымской группы Армии УНР подошли к Чонгарскому мосту в результате боев с отрядами красной гвардии Советской социалистической республики Тавриды за станцию Сальково. Станция находилась перед Сальковским перешейком, который соединял Чонгарский полуостров с материком.
18 апреля украинские и немецкие части в селе Якимовка разгромили красногвардейские отряды Ивана Федько и Георгия Кочергина. Уцелевшие красноармейцы отступили к станции Сальково перед которой красноармейцы разобрали железнодорожное полотно, а вокруг самой станции организовали линию обороны. Обороной станции руководил Петр Грудачев.
Вечером 18 апреля украинско–немецкий авангард наскочил на красногвардейскую линию обороны. Ни вечером, ни утром 19 апреля занять станцию не удалось из-за ожесточенного сопротивления красноармейцев.
19 апреля Иван Федько получил известия, что Армянск пал, в связи с чем он оставил свои позиции на Чонгарском полуострове и отступил к Джанкою. Так что 19 или уже 20 апреля украинские части заняли станцию Сальково и вошли на Чонгарский полуостров. Узнав об этом, Петр Болбочан 20 апреля утром отправил с Мелитополя на юг всю имевшуюся у него пехоту.

## Ход боя
В ночь с 20 на 21 апреля основные силы Крымской группы сконцентрировались в Новоалексеевке, а авангардные части, пройдя весь Чонгарский полуостров, вышли к передовым большевистским позициям, местами маскируясь, а местами выдавая себя за отступающих большевиков. Благодаря этому украинским войскам удалось осмотреть большевистские позиции и спланировать маршрут для десанта.
Поскольку красноармейский полк И. Ф. Федько готовился к контратаке на Джанкой, на самом мосту остался малочисленный отряд красноармейцев, который готовился заминировать опоры моста. 21 апреля, как писал в своих воспоминаниях участник тех событий Никифор Авраменко, казаки в утреннем тумане увидели как 4 большевика во главе с Леонидом Летуненко минируют мост. Казаки открыли по мосту шрапнельный и пулемётный огонь. Перестрелка продолжалась весь день.
Тем временем полковник Болбочан изменил предыдущий план штурма Сиваша. Вместо десанта на катерах он принял решение захватить мост при помощи железнодорожной дрезины.
Руководил этой операцией командир 1-й сотни Запорожского полка П. Зилинский-Содоль. Отобрав 20 казаков, вооружённых ручными пулемётами, он поздно ночью с 21 на 22 апреля на дрезине проскочил советские предмостные укрепления и выехал на мост. За ним полным ходом двигались два бронепоезда под командованием Семёна Лощенко и Павла Шадрука.
С крымской стороны большевики услышали перестрелку бронепоездов с передовыми заставами и открыли заградительный огонь из артиллерии по мосту. В это время группа Зелинского перешла на крымский берег, закидав артиллеристов ручными гранатами. Бронепоезда пулемётно-пушечным огнём поддержали атаку. Привезенная в вагонах пехота выбила большевиков из окопов, и сразу же начали обустраивать их на случай контрнаступления большевиков. Из-за паники большевики подорвали только одну мину из двух и то неудачно. Из группы П. Зилинского не погиб ни один казак.
Из воспоминания Монкевича:

«Болбочан поставил в то время на другом конце моста батарею и приказал стрелять в случае контрнаступления. Вместе с тем дал приказ переправляться частям группы на другую сторону. Из-за того, что железнодорожный путь на мосту был испорчен взрывом мины, казаки на руках через мост и насыпь начали переносить пулемёты, повозки, пушки, спешно перемещалась пехота, конница и на утро позиции на линии ст. Таганаш были заняты  украинскими войсками».
Другой участник штурма, казак П. Дьяченко оставил такие воспоминания:

«21 апреля передовые части запорожцев приблизились к Сивашскому железнодорожному мосту, на рассвете второго дня его неожиданно заняла 1-я сотня под командованием сотника Зелинского. Конная сотня принимала действующую участие в наступлении на Джанкой»

Наспех организованная попытка большевиков отбить Солёное Озеро у Крымской группы УНР не увенчалась успехом, и к утру 22 апреля 1918 группа Болбочана крепко укрепилась на крымской стороне моста. Небольшая группа большевиков попала в плен, было захвачено 30 пулемётов, много винтовок и половину артиллерийской батареи с лошадьми.
Реакцией на занятие Чонгарского моста была нота протеста, отправленная в Берлин наркомом иностранных дел РСФСР Г. В. Чичериным.

«Продвижение в Крым является существенным нарушением Брестского мира, поскольку является вторжением в пределы Советской Республики. Вторжение угрожает нашему Черноморскому флоту, что может привести к столкновениям, вызванных интересами самосохранения флота. Народный комиссар иностранных дел надеется, что дальнейшее продвижение войск в Крыму будет прекращено, и просит германское правительство сообщить немедленно о дальнейшем».
— 